# Campus Chillán
El Campus Chillán de la Universidad de Concepción, es uno de los recintos estudiantiles dependientes de dicha casa de estudios superiores, cuya ubicación es en el sector norte de la Conurbación Chillán, en la Región de Ñuble, Chile. Fue creado en 1954, como resultado de la implementación del Plan Chillán, para el desarrollo de la agricultura en la zona.

## Historia
En 1886, después de finalizada la guerra del Pacífico, el Gobierno de Chile crea la Escuela Técnica Superior de Agricultura, con el objetivo de educar a los hijos de los soldados fallecidos en la guerra. Este recinto educacional nació a raíz de los aportes realizados por filántropos y políticos de la época, como Aníbal Zañartu, Juan Schleyer y Pelegrín Martín y Martí. En primera instancia, se ubicó en calle Arturo Prat, del sector céntrico de Chillán, sin embargo, posteriormente es trasladado al Fundo El Nogal, más conocido como la Quinta Agrícola de Chillán.
A inicios de la década de 1950, un acuerdo entre los gobiernos estadounidense y chileno, da origen al Plan Chillán, cual fue un convenio de cooperación entre el Estado de California y Chile para fomentar el desarrollo de la agricultura en el país. Dicho convenio resultó en aportes monetarios para la creación de la Facultad de Agricultura de la Universidad de Concepción.
El día 5 de marzo de 1955, en una ceremonia que contó con la presencia del presidente de ese entonces, Carlos Ibáñez del Campo; el ministro de agricultura, Roberto Infante Rengifo, y los diputados Luis Martín Mardones y Ramón Espinoza, las tierras de la Quinta Agrícola fueron entregadas a la Universidad de Concepción, con un total de 96 hectáreas disponibles para investigaciones. Sin embargo, no fue hasta el 1 de octubre de 1959, cuando se publicó el Decreto Ley N.º 1490, cual autorizaba al presidente la transferencia gratuita del terreno a la Universidad de Concepción.
La primera carrera en ser constituida en el campus fue la carrera de Agronomía, y fue escogida precisamente en esta casa de estudios, dado que era la que presentaba mayor nivel de atraso en ciencias agrícolas en la época. Posteriormente, las siguientes carreras en ser creadas fueron las de Medicina Veterinaria en 1973, Ingeniería Forestal en 1977 y la carrera de Ingeniería Civil Agrícola en 1988. Más tarde Ingeniería Forestal sería trasladada a la Ciudad Universitaria de Concepción.
En 2005, son creadas las carreras de Ingeniería Agroindustrial e Ingeniería Comercial, mientras que al año siguiente es creada la carrera de Derecho. Para 2009, es fundada la carrera de Ingeniería en Alimentos; en 2010, la carrera de Ingeniería Ambiental y; en 2013, la carrera de Enfermería.